# Karl Heinle
Karl Heinle (* 28. Oktober 1884 in Neu-Ulm; † 22. September 1956) war ein deutscher Verwaltungsjurist und Landrat.

## Leben
Nach dem Abitur am Carl-von-Linde-Gymnasium Kempten studierte Karl Heinle Rechtswissenschaften an der Ludwig-Maximilians-Universität München, legte die erste juristische Staatsprüfung ab und leistete den dreijährigen Vorbereitungsdienst (Referendariat). 1909 machte er in Augsburg das Große juristische Staatsexamen, erhielt eine Anstellung als Akzessist bei der Regierung von Schwaben und wurde dem Bezirksamt Kempten zur Geschäftsaushilfe zugeteilt. Bevor er vom 3. August 1916 bis zum 30. April 1919 Militärdienst (Garnisonsdienst) leisten musste, war er von 1914 an beim Oberversicherungsamt Schwaben beschäftigt. Zum 1. November 1921 wurde er Bezirksamtmann in Kempten und dort zum Jahresbeginn 1928 zum Regierungsrat ernannt. Vom 16. August 1931 an in der Kreisfürsorgestelle bei der Regierung von Schwaben eingesetzt, wurde er zum Jahresbeginn 1933 Bezirksamtsvorstand (ab 1939 Landrat) mit der Amtsbezeichnung Bezirksoberamtmann im Bezirksamt Schwabmünchen (ab 1939 Landkreis Schwabmünchen). Dieses Amt hatte er bis zu seinem Weggang zur Regierung von Schwaben zum 1. Mai 1939 inne.  Am 1. November 1939 zum Oberregierungsrat befördert, wurde er mit Kriegsende im Mai 1945 aus dem Dienst entlassen. Im Entnazifizierungsverfahren wurde er von der Spruchkammer Augsburg-Stadt als Mitläufer eingestuft, so dass er wieder eine Tätigkeit im öffentlichen Dienst aufnehmen konnte. Im Mai 1947 wurde er Angestellter bei der Regierung von Schwaben, im Jahr darauf dort Oberregierungsrat. Zum 1. November 1949 ging Heinle in den Ruhestand.
Am 7. September 1937 beantragte er die Aufnahme in die NSDAP und wurde rückwirkend zum 1. Mai desselben Jahres aufgenommen (Mitgliedsnummer 4.775.084).
Heinle starb 1956 im Alter von 71 Jahren. Die Familiengrabstätte befindet sich auf dem Augsburger Katholischen Friedhof an der Hermanstraße.